# ویداتال-پاژای
ویداتال-پاژای (به لاتین: Vidaththal-Pazhai) یک منطقهٔ مسکونی در سری‌لانکا است که در استان شمالی (سری‌لانکا) واقع شده‌است.